# Monument aux martyrs à Charleroi
Pour les articles homonymes, voir Monument des Martyrs.
Le monument aux martyrs de Charleroi est un mémorial de style néoclassique situé avenue de Waterloo à Charleroi en Belgique. Œuvre d'Émile Devreux et de Jules Lagae, inauguré en 1923, il honore actuellement la mémoire des victimes des deux guerres mondiales.

## Histoire

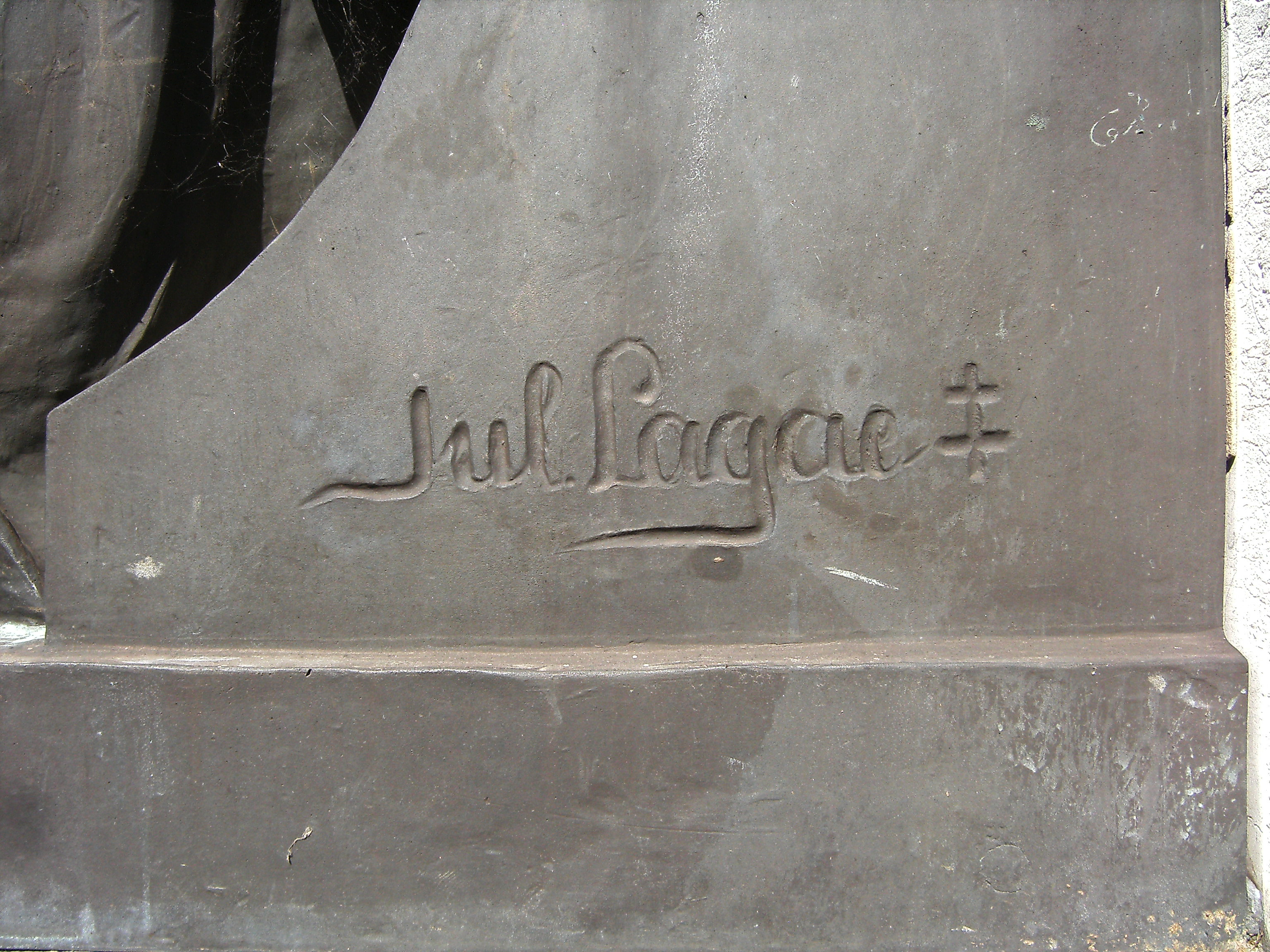
Signature de Jules Lagae sur le côté droit de la sculpture.

Le monument est l'œuvre de l'architecte et bourgmestre Émile Devreux d'après un avant-projet de son fils, Gabriel, et du sculpteur Jules Lagae.
L'édification est décidée en juillet 1919 par le Conseil communal pour honorer la mémoire des victimes de la Première Guerre mondiale. L'emplacement initialement prévu se situait au carrefour de la rue de la Montagne et des boulevards Audent et de l'Yser. Des travaux furent entrepris pour la pose des fondations, mais le lieu ne rencontra pas l'adhésion populaire. L'emplacement actuel à l'avenue de Waterloo fut adopté par le Conseil communal le 29 juin 1922 à la suite de la proposition de l'échevin Édouard Falony.
Il est inauguré le 8 juillet 1923,.

## Description

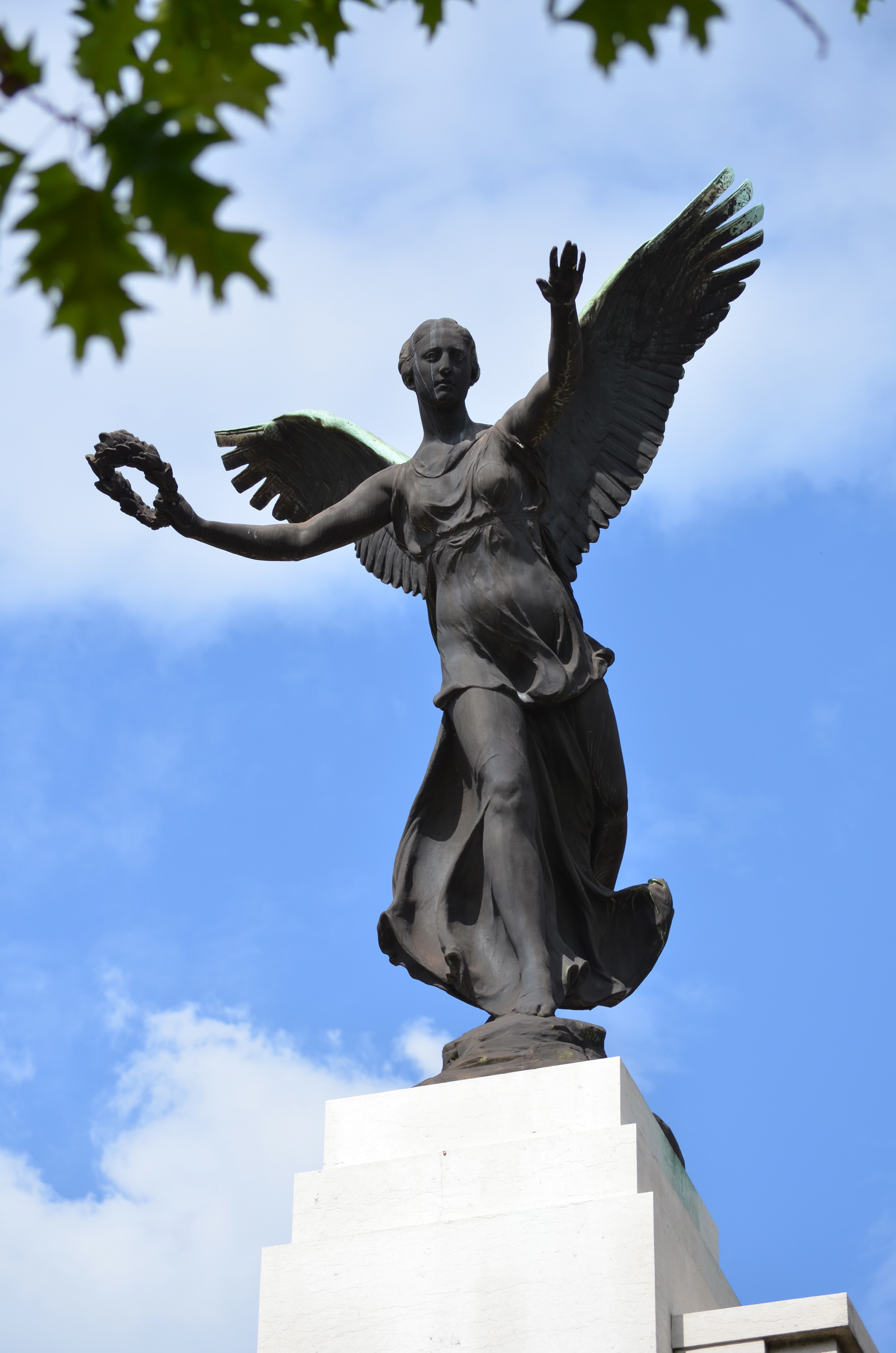
Victoire au sommet du pilier.
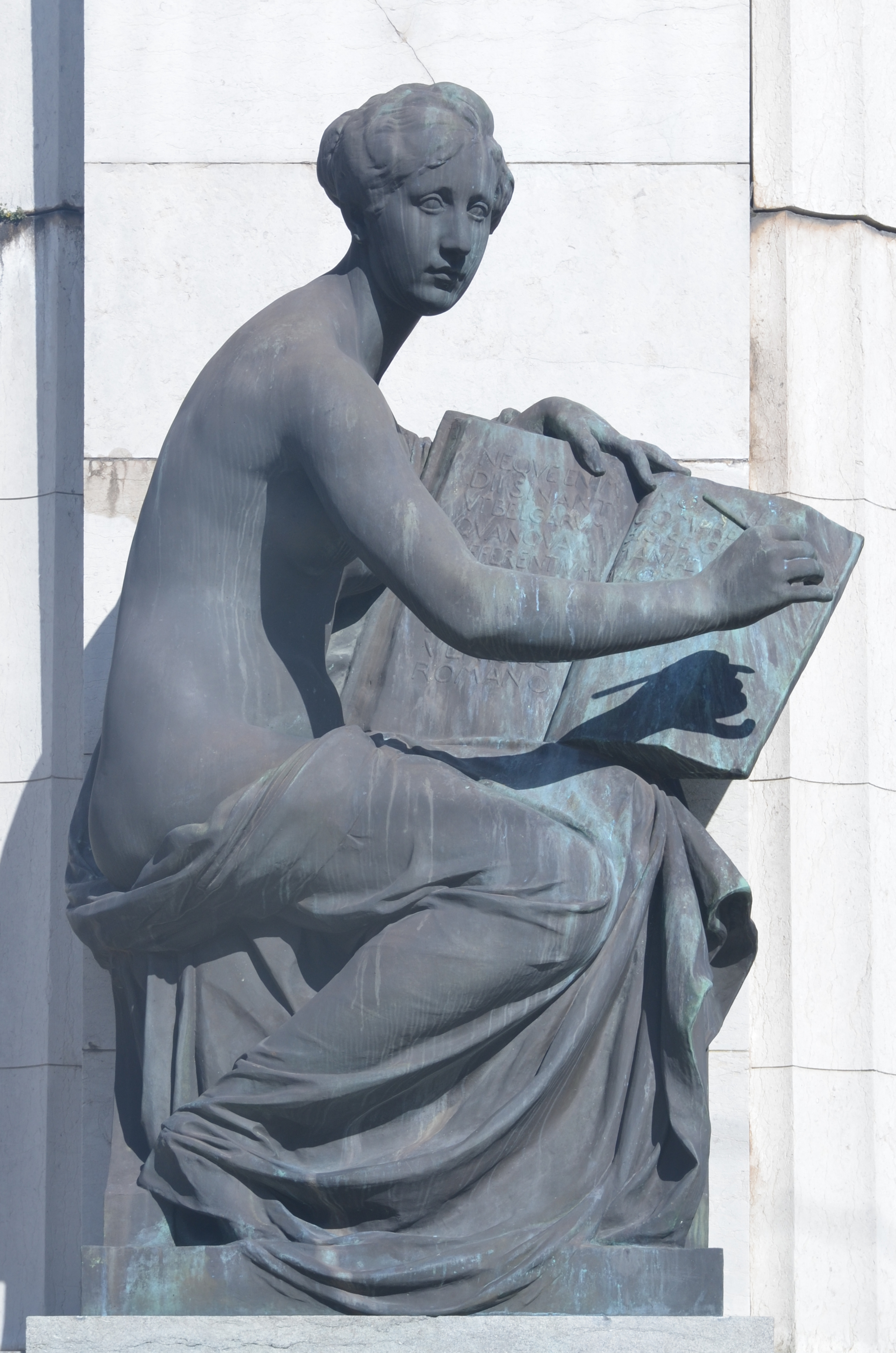
Personnage féminin allégorie de l'Histoire.

L'architecture du monument s'inspire du style dorique.
Il se compose d'un pilier de marbre blanc adossé à gauche et à droite d'une demi-colonne dorique, chacune surmontée d'une architrave avec tænia, réglet et gouttes.
Au sommet du pilier se dresse une Victoire en bronze. Au pied est assis un personnage féminin écrivant dans un livre, allégorie de l'Histoire,,, également en bronze.
L'ensemble est posé sur un piédestal en pierre bleue.

## Inscriptions

### Sur le pilier
Sur la face avant du pilier est gravé en lettres dorées un hommage aux victimes de la Première Guerre mondiale. La mention 1940-1945 a été ajoutée ultérieurement pour commémorer également les victimes de la Seconde Guerre mondiale.
L'arrière affiche une liste de 118 noms de soldats de Charleroi et des communes environnantes morts lors de la Première Guerre mondiale.

### Texte du livre

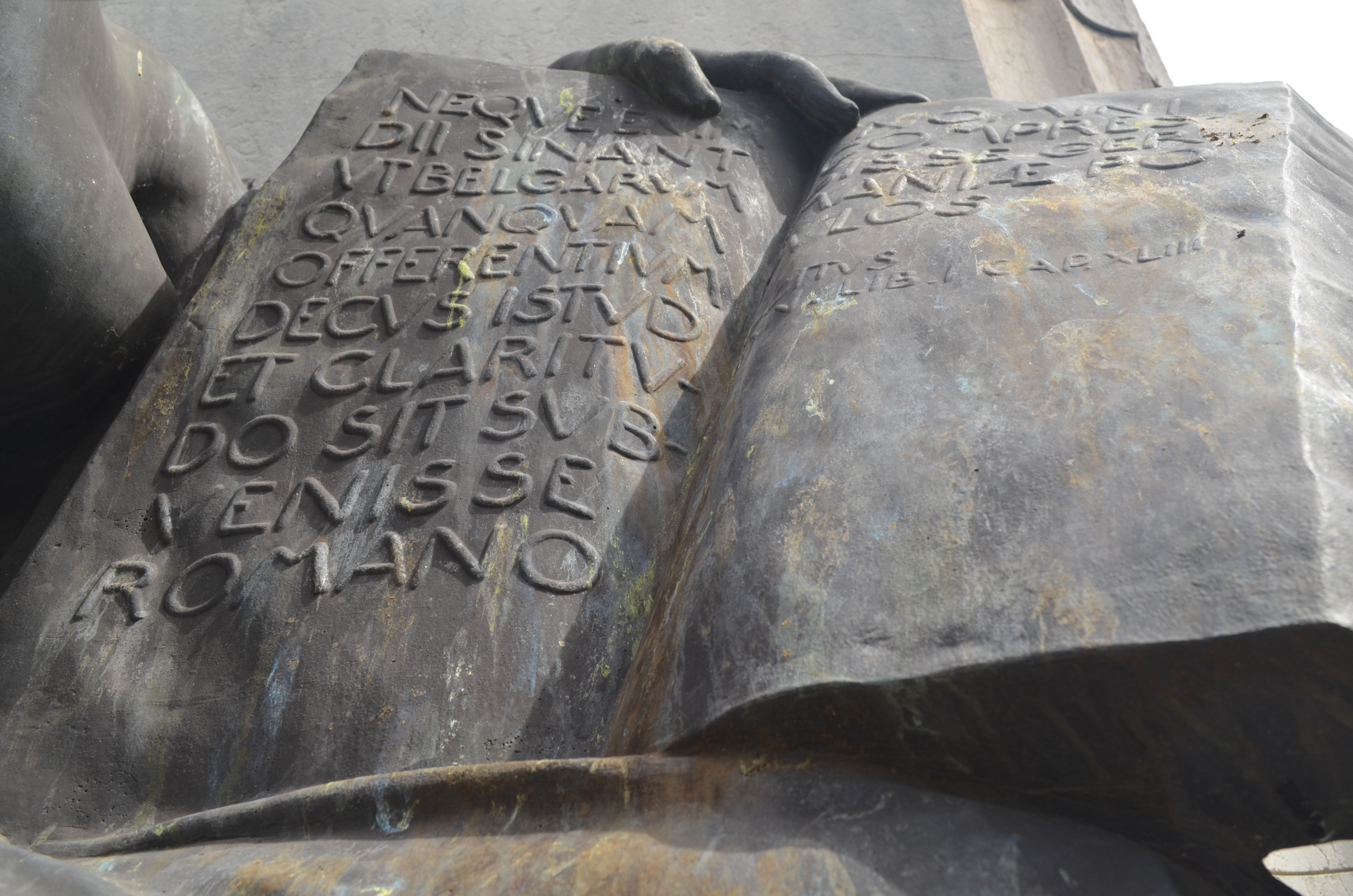

La figure féminine assise au pied de la colonne écrit un texte tiré des Annales de Tacite dans un livre posé sur ses genoux :
« Neque enim dii sinant ut Belgarum quanquam offerentium decus istud et claritudo sit subvenisse Romano nomini, compressisse Germaniae populos. »
Traduction : « Car aux dieux ne plaise que les Belges, qui s'offrent pourtant, obtiennent la gloire éclatante d'être venus en aide au nom romain et d'avoir arrêté les peuples de Germanie. »
Ce texte fait écho à la participation de la Belgique à la victoire sur l'Empire allemand en 1918.